# BATTeRS
BATTeRS, acrónimo en inglés de Bisei Asteroid Tracking Telescope for Rapid Survey ((en japonés) バ ッ タ ー ズ), es un programa japonés para la detección y seguimiento de asteroides y desechos espaciales. Se encuentra emplazado en Bisei, prefectura de Okayama, Japón.
El programa está organizado por la Japan Spaceguard Association, entre cuyos miembros está el astrónomo japonés Takeshi Urata. Durante las investigaciones, en el período 1996-2010, se descubrieron un total de 265 asteroides y el cometa C/2001 W2 (BATTeRS), más tarde reclasificado como cometa periódico con la designación P/2001 W2 (BATTeRS).
Para las observaciones contaban con un telescopio Cassegrain de 100 cm y una cámara CCD de 8 megapíxeles. El código para el observatorio asociado concedido por la UAI es 300.